# August Ludvig af Anhalt-Köthen
Fyrst August Ludvig af Anhalt-Köthen (tysk: August Ludwig, Fürst von Anhalt-Köthen; 9. juni 1697 – 6. august 1755) var fyrste af det lille fyrstendømme Anhalt-Köthen i det centrale Tyskland fra 1728 til sin død i 1755.

## Biografi
August Ludvig blev født den 9. juni 1697 i Köthen i Anhalt som tredje søn af Fyrst Emanuel Lebrecht af Anhalt-Köthen. Han blev fyrste af Anhalt-Köthen i 1728 efter sine to ældre brødres død.
Fyrst August Ludvig døde 58 år gammel i Köthen den 6. august 1755. Han blev efterfulgt som fyrste af sin ældste overlevende søn Karl Georg Lebrecht.

## Eksterne links
- Wikimedia Commons har flere filer relateret til August Ludvig af Anhalt-Köthen
- Slægten Askaniens officielle hjemmeside Arkiveret 21. august 2018 hos  Wayback Machine

| August LudvigHuset AskanienFødt: 9. juni 1697 Død: 6. august 1755 |                                     |                                    |
| Titler som regent                                                 |                                     |                                    |
| Foregående: Leopold                                               | Fyrste af Anhalt-Köthen 1728 – 1755 | Efterfølgende: Karl Georg Lebrecht |